# Быстрец (Нижегородская область)
Быстрец — деревня в составе Нестиарского сельсовета в Воскресенском районе Нижегородской области.

## География
Находится в правобережье Ветлуги на расстоянии примерно 28 километров по прямой на юг от районного центра посёлка Воскресенское.

## История
Деревня упоминается с 1795 года, когда в деревне, принадлежавшей помещику П. А. Собакину, учтено было 8 дворов и 68 жителей. Название дано по местной речке. Первоначально называлось Рогово по развилке местных дорог. Последним владельцем деревни был Н. Я. Стобеус. Входила в Макарьевский уезд Нижегородской губернии. В 1859 году в деревне было учтено дворов 17, жителей 127, в 1926 году 306 жителей.

## Население
Постоянное население составляло 82 человека (русские 100 %) в 2002 году, 70 — в 2010.